# مقاطعة أولبيا تمبيو

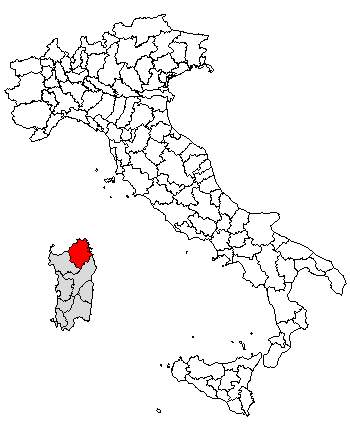
موقع مقاطعة أولبيا تمبيو

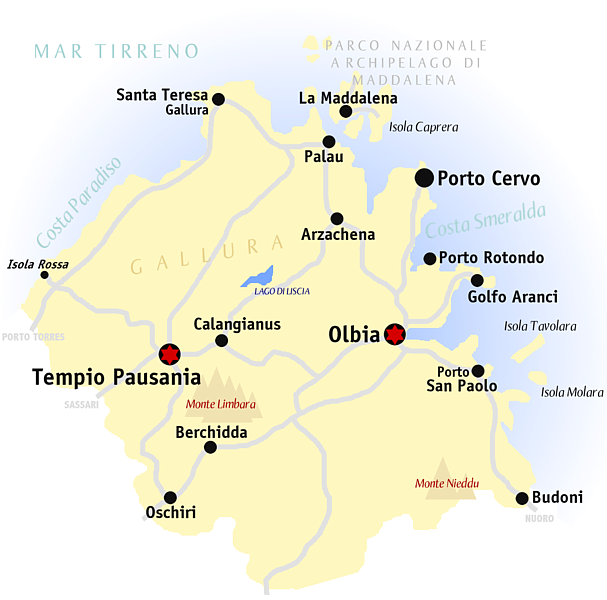
خريطة مقاطعة أولبيا تمبيو

مقاطعة أولبيا تمبيو (بالإيطالية: Provincia di Olbia-Tempio)‏، مقاطعة إيطالية بإقليم سردينيا ذاتي الحكم، عاصمتها مدينتي أولبيا وتمبيو باوزانيا.
يطل شمالا على بحر سردينيا القناة الضيقة التي تفصلها عن كورسيكا، ومن جهة الشرق تطل على البحر التيراني، ولها حدود مع :
- مقاطعة ساساري غرباً.
- مقاطعة نوورو جنوباً.

عدد سكانها 150.093 نسمة، ومساحتها 3397 كيلومتر مربع، وبها 26 بلدية.